# Philippine Atmospheric, Geophysical and Astronomical Services Administration

Zuständigkeitsbereich von PAGASA

Die Philippine Atmospheric, Geophysical and Astronomical Services Administration (Filipino: Pangasiwaan ng Pilipinas sa Serbisyong Atmosperiko, Heopisiko, at Astronomiko), kurz PAGASA, ist der nationale meteorologische Dienst der Philippinen und zuständig für die Erstellung von öffentlichen Wettervorhersagen, sowie Flut- und Sturmwarnungen, aber auch weiterreichender meteorologischer, astronomischer und klimatologischer Dienstleistungen. Die Behörde wurde am 8. Dezember 1972 durch Präsidialdekret Nr. 78 gegründet. Mit diesem Dekret erfolgte die Umbenennung und Neuorganisation des zuvor bestehenden Wetterdienstes Weather Bureau zu PAGASA. In der nationalen Sprache Filipino bedeutet Pagasa auch Hoffnung.
PAGASA ist Mitglied der WMO und überwacht die Wetteraktivitäten und veröffentlicht Taifunwarnungen innerhalb seines Zuständigkeitsgebietes. Dieser Zuständigkeitsbereich erstreckt sich über ein Gebiet, welches durch eine imaginäre Linie entlang der folgenden Koordinaten begrenzt wird:
25°N 120°E, 25°N 135°E, 5°N 135°E, 5°N 115°E, 15°N 115°E, 21°N 120°E und zurück zum ersten Punkt.

## Geschichte

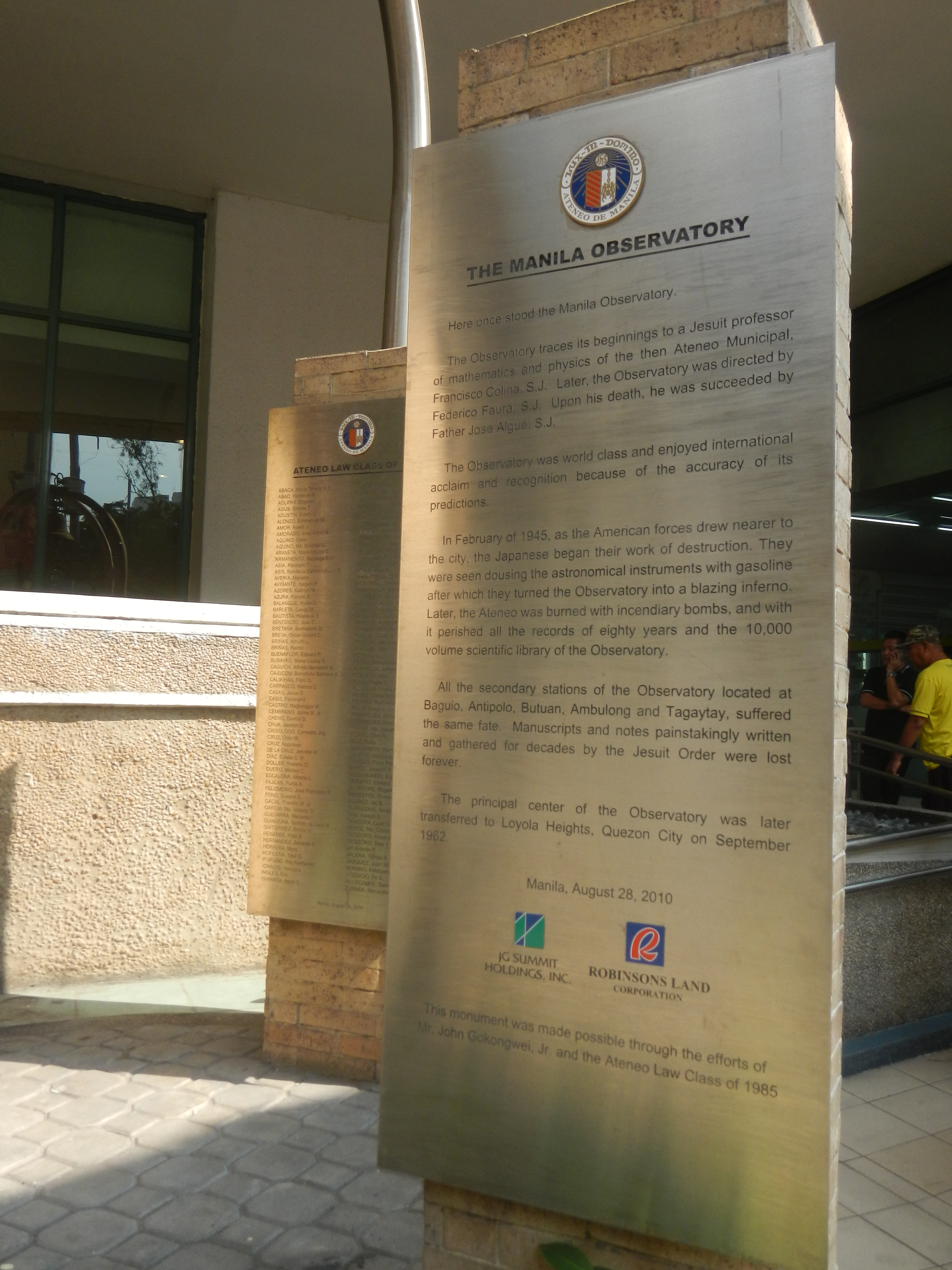
Vor dem Robinsons Place Manila erinnert heute eine Inschrift an das dortige im Jahr 1945 zerstörte Observatorium

Die Anfänge des philippinischen meteorologischen Dienstes gehen zurück ins 19. Jahrhundert. Im Jahr 1865 begann der Jesuit Francisco Colina, Professor für Mathematik und Physik, mit ersten regelmäßigen Wetteraufzeichnungen zwei- bis dreimal am Tag. Als er ein Jahr später von einem starken Taifun stündliche Aufzeichnungen machte, verwandte der Jesuitenlehrer Jaime Nonell diese Daten in einer kurz darauf veröffentlichten wissenschaftlichen Arbeit. Diese Veröffentlichung fand die Aufmerksamkeit von Geschäftsleuten und Seefahrern in Manila und sie traten daraufhin an den Jesuitenoberen Juan Vidal mit der Bitte heran, regelmäßig solche Wetteraufzeichnungen zu machen und diese zu veröffentlichen. Der Jesuit Federico Faura wurde mit der Leitung des entstehenden Observatoriums betraut. Nach ihm ist heute die Padre Faura Street benannt, die Straße in Manila, in welcher sich damals das Observatorium befand. Ab 1869 wurde mit Aufzeichnungen rund um die Uhr begonnen, nachdem dafür ein Meteorograph aus Europa eingetroffen war. Dieses von Angelo Secchi erfundene meteorologische Gerät ermöglichte die regelmäßige Registrierung verschiedener Wetterdaten. Im Jahr 1879 veröffentlichte Faura am 7. Juli eine erste Taifunwarnung. Nachdem der Sturm wie vorhergesagt über Luzón hinweggezogen war, aufgrund der Vorwarnung jedoch nur geringe Schäden hinterlassen hatte, festigte das Observatorium in den folgenden Jahren sein Ansehen und dessen Dienste waren auch bald über die Grenzen der Philippinen hinaus gefragt. Als Folge der wachsenden Nachfrage nach den meteorologischen Diensten wurde die Wetterstation per königlichem Erlass am 28. April 1884 als offizielle staatliche Institution der spanischen Krone unterstellt, jedoch weiter von den Jesuiten geleitet.
Nach einer Ausweitung der Aktivitäten erfolgte im Jahr 1901 die Umbenennung des bis dahin als Observatorio de Manila bekannten Dienstes in Weather Bureau. 1908 veröffentlichte das Wetterbüro die erste Wetterkarte des Fernen Ostens. Die in den folgenden Jahren immer genauer werdenden Wettervorhersagen wurden von Seefahrern im gesamten ostasiatischen Raum geschätzt. Als Folge des Zweiten Weltkriegs wurde das Observatorium im Februar 1945 während der Schlacht von Manila komplett zerstört. Nach Ende der Kriegshandlungen wurde das Weather Bureau am 24. Juli 1945 unter der Leitung von Edilberto Parulan neu gegründet. Mit anfangs spärlicher Ausstattung und teilweise von den amerikanischen Streitkräften überlassenen meteorologischen Geräten, wurde der Wetterdienst in den folgenden Jahren wieder auf- und weiter ausgebaut. Im Jahr 1963 erfolgte die Installation des ersten Wetterradars. 1969 wurde die Zentrale an die heutige Adresse in Quezon City verlegt. Ab dem darauffolgenden Jahr 1970 begann man, für die Erstellung der Wettervorhersagen auch Satellitenbilder auszuwerten.
1972 verabschiedete der Kongress einen Gesetzentwurf, der eine Neuorganisation und Umbenennung des Weather Bureau in PAGASA vorsah. Das Inkrafttreten des Gesetzes wurde jedoch am 21. September 1972 mit der Ausrufung des Kriegsrechts durch Ferdinand Marcos jäh gestoppt, da der Kongress nun geschlossen und das Land fortan mittels Präsidialdekreten regiert wurde. Marcos erkannte jedoch schnell die immense Bedeutung der meteorologischen Dienste für die Entwicklung des Landes und verfügte am 12. Dezember 1972 mit Präsidialdekret Nr. 78 die Gründung von PAGASA und unterstellte die Behörde dem Ministerium für Verteidigung.

## Heute
Seit 1984 untersteht die Behörde nun dem Ministerium für Wissenschaft und Technologie. Im Zuge dieser Neuordnung wurde der seismologische Service von PAGASA getrennt und stattdessen PHIVOLCS zugeordnet, dem Philippinischen Institut für Vulkanologie und Seismologie, welches vom selben Ministerium verwaltet wird.
Die vorwiegende Aufgabe von PAGASA ist es heute, durch die detaillierte Beobachtung und Analyse von tropischen Wettersystemen wie Taifunen, Monsunen und der Innertropischen Konvergenzzone, präzise Wettervorhersagen zu erstellen, vor Naturgefahren zu warnen und damit Leben und Eigentum zu schützen. Die Behörde wird (Stand: November 2023) von Nathaniel T. Servando geleitet. PAGASA ist in die sechs Abteilungen OWB (Office of Weather Branch), WFS (Weather Forecasting Section), TDS (Techniques Development Section), MTS (Meteorological Telecommunication Section), AMSO (Aviation Meteorological Services) und MSF (Meteorological Satellite Facilities) unterteilt.
Während die Namensgebung von tropischen Wirbelstürmen im nordwestlichen Pazifik länderübergreifend durch das RSMC Tokyo erfolgt, vergibt PAGASA parallel dazu eigene Namen für Wettersysteme, sobald diese in seinen Verantwortungsbereich eintreten. Dadurch kommt es in der Wetterberichterstattung vor, dass ein und derselbe Wirbelsturm zwei verschiedene Namen trägt.